# Wayne Shorter
Wayne Shorter (Newark, 1933. augusztus 25. – Los Angeles, 2023. március 2.) többszörös Grammy-díjas amerikai jazz-szaxofonos és zeneszerző.

## Életpályája

### Gyermek- és ifjúkora
Wayne Shorter szülővárosában járt művészeti középiskolába. most Wayne-t eleinte jobban érdekelte a képzőművészet, mint a zene. Rajzolni, festeni kezdett, komplett képregényt is készített. De imádta a zenét, és apja bátorítására szaxofonozni kezdett. A New York-i egyetem elvégzése után két évet szolgált a hadseregben. A leszerelése után Maynard Fergusonnal játszott. 1959-ben beszállt Art Blakey Jazz Messengersébe, ahol zenészként, zeneszerzőként és művészeti vezetőként tevékenykedett öt évig.

### Miles Davisszel
Miles Davis már 1960-ban, John Coltrane távozása után felkérte Shortert, hogy csatlakozzon hozzá, de csak 1964-ben sikerült meggyőznie, hogy otthagyja Blakeyt. Így Herbie Hancock, Ron Carter valamint Tony Williams mellett tagja lett Miles Davis nagyszerű második  kvintettjének. Részt vett az E.S.P., a Miles Smiles, a Sorcerer, a Nefertiti, a Miles in the Sky és a Filles de Kilimanjaro felvételein. A kvintett tagjai visszaemlékezéseiben elsősorban Shorter zeneszerzői jelentőségét emelik ki. Shorter szerezte az első közös album címadó számát, a Miles Smiles hat számának felét, köztük az ikonikussá vált Footprints (Lábnyomok) című szerzeményt.
A kvintett fejlődésében, így Shorter játékában és kompozícióiban is érezhető volt az elmozdulás a hagyományos post-bop formáktól a fúziós jazz felé. A formáció feloszlása után Shorter továbbra Davis zenésztársa maradt, és részt vett a két korszakalkotó lemez, az In a Silent Way és a Bitches Brew felvételein. Míg Shorter korábban kizárólag tenorszaxofonon játszott, ezeken a lemezeken már a szopránszaxofont is felvette a repertoárba.

### Zenekarvezetőként
A Miles Davis kvintett működésével párhuzamosan Shorter egész sor lemezt vett fel a saját neve alatt, zenekarvezetőként a kor egyik legfontosabb dzsesszkiadójánál, a Blue Note-nál. 1964 és 1970 között tizenegy, stílusában, hangszerelésében és zenekari tagságában nagyon változatos albumot készített. Általánosságban elmondható, hogy Shorter zenekarvezetőként is egyre erősebben mozdult el a hagyományos dzsesszkompozícióktól a fúziós dzsessz és a free jazz felé. Ezt jól példázza utolsó lemeze a kiadónál, az Odyssey of Iska, amely már sokkal inkább egyfajta hat tételes kísérleti konceptalbum.

## Díjai, elismerései

### Grammy-díjak
- 1979, legjobb fúziós dzsessz előadás (Grammy Award for Best Jazz Fusion Performance), Weather Report: 8:30
- 1987, legjobb hangszeres kompozíció (Grammy Award for Best Instrumental Composition), Dexter Gordon: Call Sheet Blues
- 1994, legjobb instrumentális dzsessz előadás (Best Jazz Instrumental Performance, Individual Or Group), A Tribute to Miles
- 1996, legjobb kortárs dzsesszalbum (Grammy Award for Best Contemporary Jazz Album), High Life
- 1997, legjobb instrumentális kompozíció (Grammy Award for Best Instrumental Composition), Aung San Suu Kyi
- 1999, legjobb instrumentális szóló (Grammy Award for Best Jazz Instrumental Solo), In Walked Wayne
- 2003, legjobb instrumentális kompozíció (Grammy Award for Best Instrumental Composition), Sacajawea
- 2003, legjobb instrumentális dzsessz előadás (Grammy Award for Best Jazz Instrumental Performance, Individual or Group), Alegría
- 2005, legjobb instrumentális dzsessz előadás (Grammy Award for Best Jazz Instrumental Performance, Individual or Group), Beyond The Sound Barrier

## Válogatott diszkográfiája

### Saját néven kiadott lemezek (válogatás)
- Introducing Wayne Shorter (1959) - Vee-Jay
- Second Genesis (1960) - Vee-Jay
- Wayning Moments (1962) - Vee-Jay
- Night Dreamer (1964) - Blue Note
- JuJu (1964) - Blue Note
- Speak No Evil (1965) - Blue Note
- The Soothsayer (1965) - Blue Note
- Et Cetera (1965) - Blue Note
- The All Seeing Eye (1965) - Blue Note
- Adam's Apple (1966) - Blue Note
- Schizophrenia (1967) - Blue Note
- Super Nova (1969) - Blue Note
- Moto Grosso Feio (1970) - Blue Note
- Odyssey of Iska (1970) - Blue Note
- Native Dancer with Milton Nascimento (1974) - Columbia
- Atlantis (1985) - Columbia
- Phantom Navigator (1986) - Columbia
- Joy Ryder (1988) - Columbia
- High Life (1995) - Verve
- Footprints Live! (2002) - Verve
- Alegría (2003) - Verve
- Beyond the Sound Barrier (2005) - Verve

### A Weather Reporttal
- Weather Report (1971) - Columbia
- I Sing the Bodí Electric (1972) - Columbia
- Sweetnighter (1973) - Columbia
- Mysterious Traveler (1974) - Columbia
- Tale Spinnin (1975) - Columbia
- Black Market (1976) - Columbia
- Heavy Weather (1977) - Columbia
- Mr. Gone (1978) - Columbia
- 8:30 (1979) - Columbia
- Night Passage (1980) - Columbia
- Weather Report (1982) - Columbia
- Procession (1983) - Columbia
- Domino Theory (1984) - Columbia
- Sportin' Life (1985) - Columbia
- This Is This! (1976) - Columbia

## Könyve magyarul
- Herbie Hancock, Daisaku Ikeda, Wayne Shorter: Önfeledt improvizáció. Beszélgetések jazzről, buddhizmusról, életről; Soka Gakkai Magyarország Buddhista Egyesület, Bp., 2019